# 明治村 (群馬県)
明治村（めいじむら）は、群馬県中部、北群馬郡に属していた村。
現在は吉岡町立明治小学校等に名をとどめる。

## 地理
- 河川：滝沢川、吉岡川、午王頭川

## 歴史
- 1889年（明治22年）4月1日 - 町村制施行により、上野田村、下野田村、小倉村、北下村、南下村が合併し西群馬郡明治村が成立する。
- 1896年（明治29年）4月1日 - 西群馬郡と片岡郡の統合により群馬郡に所属する。
- 1949年（昭和24年）10月1日 - 群馬郡からの分立により北群馬郡に所属する。
- 1955年（昭和30年）4月1日 - 駒寄村と合併して吉岡村となり消滅。
- 1991年（平成3年）4月1日 - 吉岡村が町制施行して吉岡町となる。